# Équipe cycliste Mutuelle de Seine-et-Marne
L'équipe cycliste Mutuelle de Seine-et-Marne est une équipe cycliste professionnelle française ayant existé de 1995 à 1998. Elle était dirigée par Yvon Sanquer et Jacky Lachèvre. Sanquer dirigeait précédemment l'équipe amateur de l'US Créteil dont sont issus plusieurs coureurs de l'équipe (Stéphane Cueff, Claude Lamour),. L'équipe Mutuelle de Seine-et-Marne est, avec l'équipe Auber 93, une des « équipes promotionnelles », label créé par la Fédération française de cyclisme au début des années 1990. Il s'agissait pour la FFC de faire face au manque de résultats des coureurs français et à la diminution du nombre d'équipes professionnelles françaises et de jeunes néoprofessionnels, en favorisant l'accès de clubs amateurs au niveau professionnel via des aménagements. L'équipe disposait d'un budget de 6 à 7 millions de francs,. Son principal succès est le titre de champion de France du contre-la-montre acquis par Gilles Maignan en juillet 1998. Elle a également participé au Tour de France 1997. Emmenée alors par Jean-Philippe Dojwa, seuls deux coureurs sur les neuf engagés parviendront à terminer la grande boucle.

## Coureurs de l'équipe

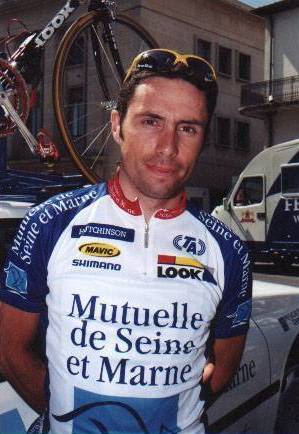
David Delrieu, en 1998

| Nom                 | Naissance  | Nationalité | Arrivée | Départ |
| ------------------- | ---------- | ----------- | ------- | ------ |
| Jean-François Anti  | 13/02/1971 | France      | 1995    | 1997   |
| Lauri Aus           | 04/11/1970 | Estonie     | 1995    | 1996   |
| Jérôme Bernard      | 21/09/1971 | France      | 1998    | 1998   |
| Fabrice Blévin      | 15/04/1970 | France      | 1996    | 1997   |
| Blaise Chauvière    | 16/01/1971 | France      | 1995    | 1997   |
| Stéphane Cueff      | 14/10/1969 | France      | 1995    | 1998   |
| Laurent Davion      | 29/02/1972 | France      | 1996    | 1996   |
| David Delrieu       | 20/02/1971 | France      | 1996    | 1998   |
| Jean-Philippe Dojwa | 07/08/1967 | France      | 1997    | 1998   |
| Gordon Fraser       | 19/11/1968 | Canada      | 1997    | 1997   |
| Frédéric Gabriel    | 20/07/1970 | France      | 1995    | 1998   |
| Charles Guilbert    | 15/05/1972 | France      | 1995    | 1998   |
| Nicolas Jalabert    | 13/04/1973 | France      | 1995    | 1996   |
| Claude Lamour       | 18/10/1969 | France      | 1995    | 1998   |
| Franck Laurance     | 18/04/1970 | France      | 1995    | 1996   |
| Gilles Maignan      | 30/07/1970 | France      | 1995    | 1998   |
| Laurent Pillon      | 31/03/1964 | France      | 1995    | 1998   |
| Dominique Rault     | 02/06/1971 | France      | 1997    | 1998   |
| Christophe Rinero   | 29/12/1973 | France      | 1996    | 1996   |
| Steve Rover         | 29/08/1973 | Canada      | 1997    | 1998   |
| Gilles Talmant      | 27/04/1970 | France      | 1998    | 1998   |
| Francisque Teyssier | 02/01/1969 | France      | 1998    | 1998   |

## Victoires
| Date       | Course                                    | Pays      | Classe | Vainqueur           |
| ---------- | ----------------------------------------- | --------- | ------ | ------------------- |
| 12/08/1995 | Mi-août bretonne                          | France    | NE     | Nicolas Jalabert    |
| 28/04/1996 | 1re étape du Ruban Granitier Breton       | France    | 2.5    | Charles Guilbert    |
| 30/04/1996 | 3e étape du Ruban Granitier Breton        | France    | 2.5    | Lauri Aus           |
| 03/05/1996 | 6e étape du Ruban Granitier Breton        | France    | 2.5    | Lauri Aus           |
| 04/05/1996 | 7e étape du Ruban Granitier Breton        | France    | 2.5    | Lauri Aus           |
| 05/05/1996 | Ruban Granitier Breton                    | France    | 2.5    | Stéphane Cueff      |
| 13/08/1996 | 1re étape du Tour de l'Ain                | France    | 2.5    | Christophe Rinero   |
| 07/04/1996 | Grand Prix de la ville de Rennes          | France    | 1.4    | Nicolas Jalabert    |
| 30/05/1997 | 4e étape du Grand Prix du Midi libre      | France    | 2.1    | Gordon Fraser       |
| 24/08/1997 | Bol d'Air creusois                        | France    | 1.5    | Dominique Rault     |
| 23/08/1998 | Bol d'Air creusois                        | France    | 1.5    | Jérôme Bernard      |
| 20/09/1998 | Grand Prix d'Isbergues                    | France    | 1.2    | Stéphane Cueff      |
| 08/05/1998 | Colmar-Strasbourg                         | France    | 1.5    | Frédéric Gabriel    |
| 10/08/1998 | 1re étape du Tour de l'Ain                | France    | 2.5    | Frédéric Gabriel    |
| 15/08/1998 | Championnat de France du contre-la-montre | France    | CN     | Gilles Maignan      |
| 19/08/1998 | 2e étape du Tour du Limousin              | France    | 2.3    | Gilles Maignan      |
| 19/09/1998 | Grand Prix des Nations                    | France    | 1.2    | Francisque Teyssier |
| 07/08/1998 | 3eb étape du Regio Tour                   | Allemagne | 2.3    | Francisque Teyssier |

## Classements UCI
Ce tableau donne le classement UCI de l'équipe Mutuelle de Seine-et-Marne en fin de saison, ainsi que celui de son meilleur coureur au classement individuel.
| Saison | Classement par équipes | Meilleur coureur au classement individuel |
| ------ | ---------------------- | ----------------------------------------- |
| 1995   | 39e                    | Laurent Pillon (282e)                     |
| 1996   | 29e                    | Nicolas Jalabert (176e)                   |
| 1997   | 44e                    | Gilles Maignan (356e)                     |
| 1998   | 29e                    | Gilles Maignan (120e)                     |